# Кобло
Ко́бло — село в Україні, у Самбірському районі Львівської області. Населення становить 490 осіб. Орган місцевого самоврядування — Старосамбірська міська рада.

## Назва
У 1989 р. назву села Кобло-Старе було змінено на Кобло.

## Історія
Перша згадка про село походить з 29 вересня 1499 року.

## Церква
У селі є церква Успіння Пресвятої Богородиці ПЦУ.
Парохіяльна церква вже існувала у 1507 році, про що згадано у податковому реєстрі за цей рік. Відзначена церква і в інших податкових реєстрах та люстрації XVI ст.
Візитатор самбірського деканату, який відвідав село 1773 року, залишив опис тодішньої сільської церкви: «Кобло має церкву Успення Пр. Богородиці невелику, з однією банею, у даху ще формально стоїть, без підлоги, двері від заходу. Іконостасу немає, тільки декілька ікон на таблицях дерев'яних… Царські двері різьблені і золочені. Дзвіниця навпроти церкви, гонтами від верху до низу побита. Парохія має привілей від короля Яна Казимира, наданий 7 жовтня 1660 року».
Нова церква коштом громади була збудована у 1779 році. 1897 року церкву зачинили через її аварійний стан, а 1899 року замість старої громада виставила нову, теж дерев'яну, про що сповіщає різьблений напис на одвірку західних дверей.
Після Другої світової війни радянська влада зачинила церкву 1960 року і перетворила її на склад, а іконостас вивезли. Після відкриття церкви у 1989 році громада провела ремонт.
Новий триярусний іконостас встановлений 1989 року. На південний захід від церкви стоїть дерев'яна двоярусна стовпова дзвіниця, вкрита пірамідальним наметовим дахом. "Ліворуч від вхідної брами до церковного подвір'я не можливо не зауважити пам'ятне погруддя: "Священник Юрій Кміт (1872—1943)

## Відомі люди
З селом пов'язані:
- Кміт Юрій — український письменник і публіцист, етнограф.
- Омар Алойот — вояк УПА, за національністю казах. Загинув у селі.
- Вовк Василь Ярославович (1991—2014) — Кавалер ордена «За мужність», солдат Збройних сил України, учасник російсько-української війни.
- Дудич Микола Васильович, псевдо Залізняк — районовий провідник ОУН. Автор пісні «Повстанська могила»